# 危險
危險（英語：danger），是指可能在未来造成可观的人員傷亡或是財物損失的情形。危險的程度和伤害的严重性有关，也和其出現的可能性有關。一般會用警告標誌（例如骷髏畫、紅色或惊叹号）以標示可能有的危險。

骷髏畫常用來表示危險物质
“注意危险”的交通警示标志

當我們在危險時，人們可能會有緊張害怕的感受，不過也有人為追求刺激而特意冒險，以冒險為職業的人稱為冒險家。

### 機率論中的危险
对于完全随机和独立的事件，其時間間隔 {\displaystyle iat} 的分布是密度函数为
{\displaystyle f(iat)=\exp(-iat/c)/c}
的指数分布（或帕松分佈）。这里，{\displaystyle h(iat)=f(iat)/\int _{iat}^{\infty }f(c)\cdot iat\cdot c}
称为危险率（hazard rate）。